# Agathis orbicula
Agathis orbicula  (лат.) — вид хвойных растений рода Агатис (Agathis) семейства Араукариевые (Araucariaceae). Растение впервые описано в 1979 году Д. де Лаубенфельсом.

## Распространение и среда обитания
Распространён на севере острова Калимантан, на территории Малайзии (штаты Саравак и Сабах) и Индонезии (провинция Восточный Калимантан).

## Ботаническое описание
Дерево до 40 м в высоту. Кора тёмно-коричневая. Колючки скруглённые, 1,2—2,4 см в длину.
Шишки овальные, размерами до 7×4,5 см.
Древесина выделяет желтоватую смолу.

## Замечания по охране
В 1997 году Agathis orbicula получил статус «vulnerable» («уязвимый») согласно классификации Международного союза охраны природы, а уже к 2013 году вид был классифицирован как «вымирающий вид» («endangered»). Наибольшую угрозу представляют лесозаготовки (древесина дерева высоко ценится у местных лесорубов) и почти полное отсутствие надлежащих охранных мер. Есть тенденция к дальнейшему уменьшению численности экземпляров. Сохранность вида усложняется также внешним сходством дерева с более распространённым родственником Agathis borneensis; местные жители обычно не видят разницы между ними.